# وو شي
وو زي (بالصينية: 吴曦) (19 فبراير 1989 بشيجياتشوانغ في الصين - ) هو لاعب كرة قدم صيني في مركز الوسط، شارك في كأس آسيا 2015. وشارك مع منتخب الصين تحت 20 سنة لكرة القدم ومنتخب الصين تحت 23 سنة لكرة القدم ومنتخب الصين لكرة القدم. أما مع النوادي، فقد لعب مع جيانغسو سونينغ وشانغهاي غرينلاند شينهوا وShijiazhuang Tiangong F.C. ‏.

## روابط خارجية
- وو شي على موقع قاعدة بيانات كرة القدم.إي يو (الإنجليزية)
- وو شي على موقع ناشيونال فوتبول تيمز (الإنجليزية)
- وو شي على موقع Soccerway.com (الإنجليزية)
- وو شي على موقع اللجنة الأولمبية الصينية (الإنجليزية)